# 西サハラ問題
西サハラ問題（にしサハラもんだい）とは、アフリカ北西部にある西サハラの領有権をめぐって、南北分割統治を主張するモーリタニア（1979年には領有権を放棄）とモロッコ、独立を画策するサハラの狼と呼ばれたエル・ワリを中心とするポリサリオ戦線（POLISARIO、サギアエルハムラ・リオデオロ解放戦線）の対立問題のことをいう。

## 歴史

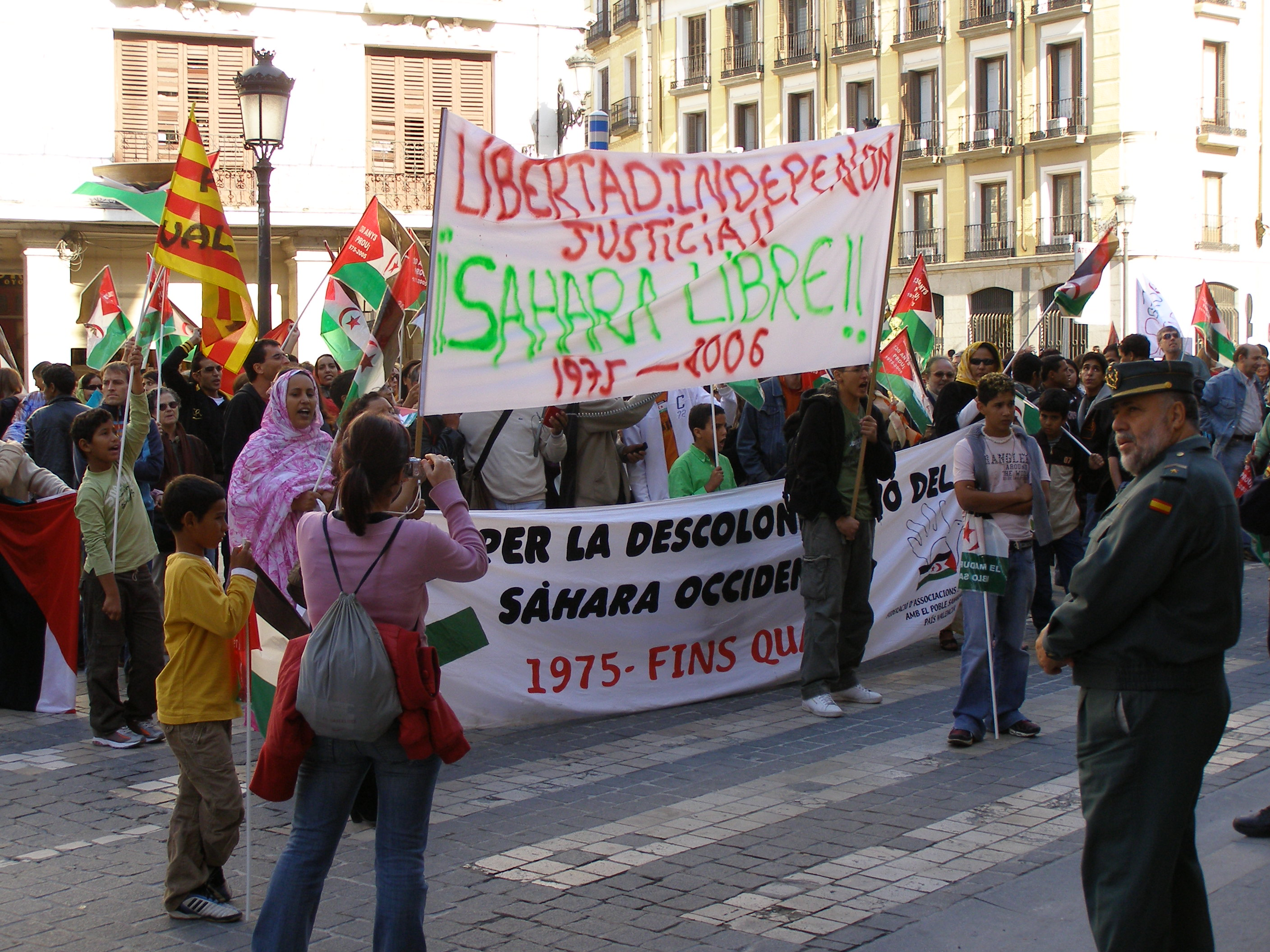
西サハラ独立を求めるポリサリオのデモ
2006年11月11日マドリードにて

西サハラは1884年にスペインの保護領となると、1924年にスペイン領サハラとしてアラブ人とベルベル人を中心とする住民をスペインが植民地として支配してきた。
1963年、モロッコとモーリタニアが領有権を主張。
1975年11月6日、モロッコが主導した緑の行進がタルファヤで行われ、同年11月14日にマドリード協定によりスペインは領有権を放棄した。しかし、スペインの了承の下、西サハラ北部をモロッコ、南部をモーリタニアが分割統治をする秘密協定が結ばれ両国が領有すると、独立を目指すポリサリオ戦線はサハラ・アラブ民主共和国（Sahrawi Arab Democratic Republic、SADR）の樹立を宣言し、アルジェリアやリビアの支援を受け1976年から武力闘争を開始した。
1979年、ポリサリオ戦線は西サハラ南部を領有するモーリタニアと停戦協定を締結し、モーリタニアは西サハラ領有権を放棄したが、モロッコがその南部を含めて併合したことでモロッコとポリサリオ戦線の対立に拍車をかけた。1982年までにOAUに加盟する26ヵ国がSADRを承認した。
1983年にアフリカ統一機構（OAU、現在のアフリカ連合(AU)）が独立問題を決める住民投票実施を提案し、モロッコもそれを受け入れたものの1984年、OAUにサハラ・アラブ民主共和国が加盟したことで、モロッコはOAUを脱退。紛争は継続することとなった。
1988年にモロッコは住民投票の受け入れを了承し、1991年4月、国連の仲介でモロッコとポリサリオ戦線は停戦に合意。その年の9月に国連西サハラ住民投票監視団（MINURSO）が派遣され、活動を開始している。
しかし、この地域は遊牧民が多く投票権を持つ「西サハラ住民」の定義をめぐる問題から有権者の認定が困難を極めるためという理由で幾度となく投票が延期され、膠着状態は今も続いている。なお、実質的に管理下に置いているモロッコは西サハラのインフラ整備を推進するなど、投票が行われた際の併合可決に向けた動きを加速させている。
2016年9月、モロッコはAUへの再加盟申請を行ったことを明らかにしたが、西サハラに対する領有権の主張は変えていない。モロッコは2017年1月31日に再加盟が認められた。

2020年11月にはモロッコ政府がモーリタニアに続く道路をSADRが封鎖しているとして軍事行動を開始。11月13日にはポリサリオ戦線が停戦の終了を宣言し、地域の緊張が高まった。
12月10日、米国の仲介で、モロッコとイスラエルが国交正常化で合意した。米国は見返りに、西サハラのモロッコ領有権を承認し、さっそく西サハラをモロッコ領とした新しい地図を発表した。米国のドナルド・トランプ大統領はTwitterで、「モロッコは1777年にアメリカ合衆国を承認した。したがって、我々は西サハラの主権を認めるのが妥当である」と主張した。モロッコは国王ムハンマド6世の名で、「米国に対する深い感謝の意」を表明した。ポリサリオ戦線は「間もなく退任するドナルド・トランプ米大統領が、モロッコに帰属しないもの（西サハラ）を帰属させた事実を、最も強い言葉で非難する」と声明を出した。
2021年、スペイン政府が新型コロナウイルス感染症が重症化したポリサリオ戦線の指導者ブラヒム・グハリに医療提供を行ったことにモロッコ政府は反発。5月、モロッコがスペインの海外領土セウタへの移民8000人流入を黙認したことからスペイン首相のペドロ・サンチェスが秩序回復のため現地入りするなど両国の関係は悪化し、モロッコはスペインから大使を召還した。
また、互いに反政府勢力を支援しているとして長年緊張関係にあるアルジェリアとモロッコの間では、2021年になりアルジェリアがカビリー地方の独立運動やアルジェリア国内の山火事にモロッコが関与していると主張し緊張関係が高まった。2021年8月24日、アルジェリアはモロッコとの国交断絶を宣言した。
2021年9月、ペルーとサハラアラブ民主共和国（SADR）は、25年間の停止のあと、外交関係を再構築した。